# Акунья, Хесус Мария
Хесус Мария Акунья (исп. Jesus Maria Acuña; 1879, Монтеррей — 1957, Лос-Анджелес) — мексиканский дирижёр, пианист и композитор.
Начал учиться музыке у своего отца, затем учился в классах скрипки и фортепиано в Национальной консерватории. Дебютировал как дирижёр в 1896 году в Тампико, в труппе, исполнявшей сарсуэлы. Далее совмещал исполнительскую карьеру с дирижёрской. В 1915—1917 гг. возглавлял Национальный симфонический оркестр (исп. Sinfónica Nacional) — дальний предшественник нынешнего одноимённого коллектива; в 1917 году концертмейстером оркестра под управлением Акуньи работал молодой Сильвестре Ревуэльтас. В 1919 году аккомпанировал как пианист выступлениям Пабло Казальса в Мехико. В 1923 году гастролировал в Испании, Франции, Германии. С 1930 года отказался от выступлений и посвятил себя преподавательской работе в собственной школе в Мехико. В годы Второй мировой войны переселился в США.
Автор небольших фортепианных пьес.